# Regard de la Loge
Le regard de la Loge est un regard, situé à Fresnes, en France, élément de l'ancien aqueduc Médicis.

## Description

### Caractéristiques

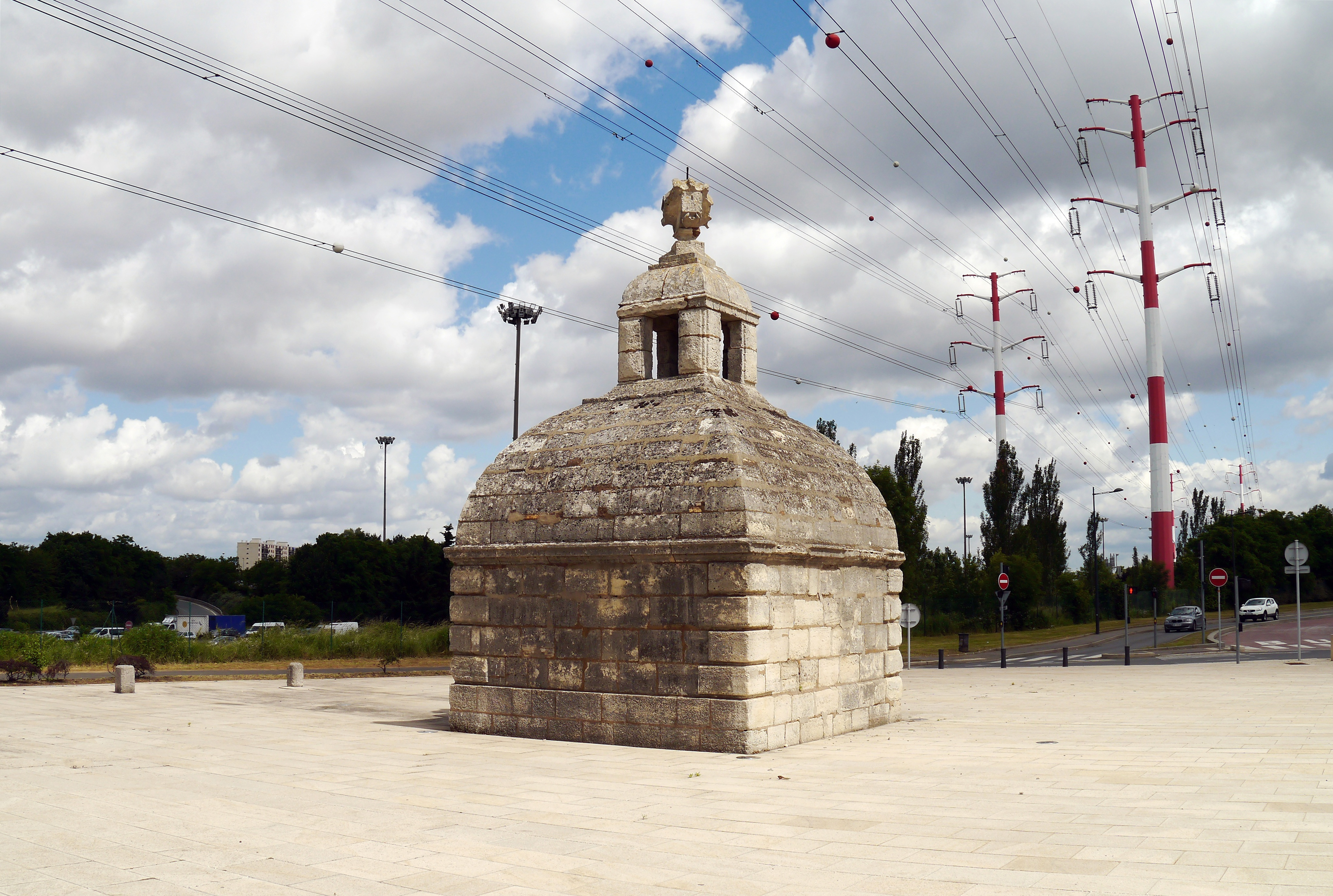
Vue générale du regard.

L'édifice est le regard no 3 de l'aqueduc Médicis, un petit bâtiment permettant d'accéder à la galerie de l'aqueduc. Il s'agit d'un édifice en pierre, de plan carré, coiffé d'un dôme et couronné par un lanternon.
Sur l'une de ses faces, le regard est muni d'une porte. L'intérieur du regard permet de descendre au niveau de l'aqueduc, situé en profondeur, par un escalier tournant à quatre noyaux.
La forme générale du regard est comparable à celle du regard Louis-XIII, premier regard de l'aqueduc.

### Cadran solaire
Le lanterneau du regard est surmonté d'une sculpture en pierre, destinée à l'origine à servir de cadran solaire. La sculpture est complètement effacée et le cadran est actuellement inutilisable.
La sculpture est entourée par une forme étoilée, parallèle au plan de l'équateur terrestre, et donc inclinée de près de 49° par rapport à l'horizontale.

### Localisation
Le regard est situé à l'extrémité ouest de Fresnes, dans le Val-de-Marne. Il occupe un emplacement sur un large rond-point à l'intersection du chemin des Otages et de l'avenue du Parc-Médicis. L'autoroute A6 passe en contrebas à une vingtaine de mètres à l'ouest.
Le regard de la Loge est aligné avec les deux premiers regards de l'aqueduc Médicis : le regard no 2 est situé à 700 m à l'est, le regard no 1, ou regard Louis-XIII, à 1 300 m. La majeure partie du trajet entre ces trois regards forme la promenade de l'Aqueduc, qui suit son tracé. Le tracé de l'aqueduc fait ensuite un coude : le regard suivant, le regard no 4, est situé à 700 m au nord-ouest.

## Historique
Le regard de la Loge est bâti entre 1612 et 1623, lors de la construction de l'aqueduc Médicis destiné au transport des eaux captées à Rungis jusqu'à Paris.
Comme le reste de l'aqueduc Médicis, le regard de la Loge est inscrit comme monument historique en 1988.